# Rockford (Tennessee)
Rockford ist eine Kleinstadt (mit dem Status „City“) im Blount County im US-amerikanischen Bundesstaat Tennessee. Das U.S. Census Bureau hat bei der Volkszählung 2020 eine Einwohnerzahl von 822 ermittelt.
Rockford liegt in der Knoxville Metropolitan Area, der Metropolregion um die Stadt Knoxville.

## Geografie
Rockford liegt im Osten Tennessees am Little River, der über den Tennessee River und den Ohio zum Stromgebiet des Mississippi gehört.
Die geografischen Koordinaten von Rockford sind 35°49′39″ nördlicher Breite und 83°56′27″ westlicher Länge. Das Stadtgebiet erstreckt sich über eine Fläche von 8,31 km².
Nachbarorte von Rockford sind Seymour (21,7 km ostnordöstlich), Wildwood (10,3 km ostsüdöstlich), Eagleton Village (4,3 km südlich), Alcoa (an der südwestlichen Stadtgrenze) und Louisville (12 km westlich).
Das Stadtzentrum von Knoxville befindet sich (17 km nordöstlich). Die nächstgelegenen weiteren größeren Städte sind Lexington in Kentucky (295 km nordnordwestlich), Charlotte in North Carolina (371 km ostsüdöstlich), Greenville in South Carolina (269 km südöstlich), Atlanta in Georgia (292 km südlich), Chattanooga (181 km südwestlich), Tennessees Hauptstadt Nashville (292 km westlich), Bowling Green in Kentucky (323 km nordwestlich) und Kentuckys größte Stadt Louisville (401 km nordnordwestlich).

## Verkehr
Der Interstate Highway 140, ein Zubringer des I 40, verläuft entlang der südwestlichen Stadtgrenze von Rockford. Die Tennessee State Route 33 verläuft als Hauptstraße in Nord-Süd-Richtung durch Rockford. Alle weiteren Straßen sind untergeordnete Landstraßen, teils unbefestigte Fahrwege sowie innerörtliche Verbindungsstraßen.
Eine Eisenbahnlinie für den Frachtverkehr der Norfolk Southern Railway (NS) bildet die nordwestliche Stadtgrenze von Rockford.
Der nächste Flughafen ist der sieben Kilometer südwestlich gelegene McGhee Tyson Airport von Knoxville.

## Bevölkerung
Nach der Volkszählung im Jahr 2010 lebten in Rockford 856 Menschen in 340 Haushalten. Die Bevölkerungsdichte betrug 103 Einwohner pro Quadratkilometer. In den 340 Haushalten lebten statistisch je 2,52 Personen.
Ethnisch betrachtet setzte sich die Bevölkerung zusammen aus 96,8 Prozent Weißen, 0,4 Prozent Afroamerikanern, 0,1 Prozent (eine Person) amerikanischen Ureinwohnern sowie 0,7 Prozent Asiaten; 2,0 Prozent stammten von zwei oder mehr Ethnien ab. Unabhängig von der ethnischen Zugehörigkeit waren 1,3 Prozent der Bevölkerung spanischer oder lateinamerikanischer Abstammung.
21,3 Prozent der Bevölkerung waren unter 18 Jahre alt, 62,3 Prozent waren zwischen 18 und 64 und 16,4 Prozent waren 65 Jahre oder älter. 51,5 Prozent der Bevölkerung waren weiblich.
Das mittlere jährliche Einkommen eines Haushalts lag bei 53.375 USD. Das Pro-Kopf-Einkommen betrug 25.642 USD. 3,5 Prozent der Einwohner lebten unterhalb der Armutsgrenze.